# ナミキヒロシ
ナミキ ヒロシ（なみき ひろし、1975年 - ）は日本のイラストレーター、Flashアニメーション作家、キャラクターデザイナー。
東京デザイナー学院（現東京ネットウエイブ）出身。千葉県在住。
「Sorihikiman」（ソリヒキマン）という名義でも活動している。

## 経歴
専門学校卒業後グラフィックデザイナーとなり、Flashを使用したサイト「Chiba-262」を制作。
グラフィックデザイン事務所等の勤務を経て、2007年よりフリー活動を開始し数々のFlashアニメーション、キャラクターデザイン等を手がける。
代表作に「おかっぱマキコ」「お隣さんのオトナ」「レイチョ〜ルイ」「ブタバナ宇宙人メナノダ」などの作品があり、シュールな笑いの作風が多い。
かっぱ巻き寿司のキャラクター「おかっぱマキコ」はサークルKサンクスの太巻寿司キャンペーンに2009年と2010年に起用されるなど、人気の高いキャラクターである。
LINEスタンプ、LINE絵文字はソリヒキマン名義で制作している。
Flashアニメーターとしても活動し、オリジナル作品以外のFlashアニメーション制作も手がけている。

## 主な作品等

### キャラクターデザイン
- アイドルリーグ『タガメ三姉妹』ミュージックビデオ（キャラクターデザイン＆Flashアニメーター）
- フジテレビ配信アニメ『グールTV』（キャラクターデザイン＆Flashアニメーター）
- モバイルサイト『カワィィ！デコメ』（デコメ&ケータイ小説展開用キャラクターのデザイン＆デコメ制作）
- スマートフォンアプリ『CONZOU』 （キャラクターデザイン）
- mixiゲームアプリ『アニマルゲッツ』（キャラクターデザイン）
- モバイルサイト『unimo』 （携帯着替え素材キャラ「ハニキュンポルカ」のデザイン）
- イチゴホリック『苺愛爆弾』『苺娘の初恋』MV（キャラクターデザイン、 Flashアニメーション）
- ラジオ『アニメスタイルSide-O』（ニャーニャーニャーのキャラクターデザイン、 Flashアニメーション）
- TVアニメ『接続無用』（キャラクターデザイン、Flashアニメーション監督）
- TVアニメ『五軍ホステス妖怪物語 スナックBUKIMI』（キャラクターデザイン、Flashアニメーション監督）
- SHAKE一座『シャケの唄』MV（キャラクターデザイン、Flashアニメーター）
- Web CM 『株の達人』（キャラクターデザイン、Flashアニメーター）
- Web CM 『VISA 桃太郎編』『VISA 浦島太郎編』『VISA さるかに合戦編』（キャラクターデザイン、Flashアニメーター）
- アプリゲーム『ビートたけしのお笑いKGB〜THE GAME〜』（キャラクターデザイン、背景作画）

### Flashアニメーション制作
- TVアニメ『ピクレレ〜めざせ！ウクレレピクニックインハワイ』（Flashアニメーション監督）
- TVアニメ『イケメン救護隊 ナースエンジェルス』（Flashアニメ制作スタッフ）
- TVアニメ『美少女遊戯ユニット クレーンゲール』（Flashアニメ制作スタッフ）
- TVアニメ『JKめし』（Flashアニメ制作スタッフ）
- TV番組『戦国鍋TV 〜なんとなく歴史が学べる映像〜』（アイキャッチ用ショートアニメ数点制作）
- TVアニメ『はかい猫しば』（Flashアニメーション監督）
- TVアニメ『きょーふ！ゾンビ猫』（Flashアニメーション監督）
- TVアニメ『アイスくりたろう』（Flashアニメーション監督）
- TVアニメ『黒猫モンロヲ』（Flashアニメーション監督）
- TVアニメ『オコジョとヤマネ』（Flashアニメーション監督）
- TVアニメ『カワウソラボ』（Flashアニメーション監督）
- TVアニメ『岐阜のたてかよこ』（Flashアニメーション監督）
- TVアニメ『困ったじいさん』（Flashアニメーション監督）
- TVアニメ『カオルの大切なモノ』（Flashアニメーション監督）
- TVアニメ『お昼のショッカーさん』（Flashアニメーション監督）
- TVアニメ『越後幕府』（Flashアニメーション監督）
- TVアニメ『ととのえ！サクマくん by & sauna』（Flashアニメーション監督）
- タートルロードチャンネル『ABC song by DJ Boss』MV（Flashアニメーター、背景作画）
- タートルロードチャンネル『Baby Shark by DJ Boss』MV（Flashアニメーター、背景作画）
- WEBショートアニメ『クイーンゲコトリア269世のズブ沼おたまじゃくし劇場』（紙芝居Flashアニメ制作）
- WEBショートアニメ『星Xからのラッコ』（Flashアニメーション監督）
- 映画『劇場版 にゃん旅鉄道』（劇中アニメパートのFlashアニメーター）
- 映画『劇場版 ふにゃーり日和 ねこ駅長 さくらの物語』（劇中アニメパートのFlashアニメーター）